# Didemnum madeleinae
Didemnum madeleinae är en sjöpungsart som beskrevs av Monniot 200. Didemnum madeleinae ingår i släktet Didemnum och familjen Didemnidae. Inga underarter finns listade i Catalogue of Life.